# (2963) Chen Jiageng
(2963) Chen Jiageng ist ein Asteroid des Hauptgürtels, der am 9. November 1964 am Purple-Mountain-Observatorium in Nanjing entdeckt wurde. 
Benannt ist der Asteroid nach Chen Jiageng, einem Geschäftsmann und Philanthropen aus Singapur.